# Galileia
Galileia (em hebraico: הגליל; romaniz.: Hagalil, literalmente: a província; em grego clássico: Γαλιλαία; em latim: Galileia; em árabe: الجليل; romaniz.: al-Jalil), é uma grande região no norte de Israel que se confunde com a maior parte do Distrito administrativo do norte do país. Tradicionalmente dividido em Alta Galileia (em hebraico: גליל עליון; romaniz.: Galil Elyon), Baixa Galileia (em hebraico: גליל תחתון; Galil Tahton) e Galileia Ocidental (em hebraico: גליל מערבי; Galil Ma'aravi), estendendo-se desde o rio Banias (Dan), ao norte, na base do Monte Hermón, junto ao monte Líbano, os cumes dos montes Carmelo e Gilboa para o sul, e o vale do Jordão, a leste, através das planícies do vale de Jizreel e Acre ao litoral do mar Mediterrâneo, e a planície costeira, a oeste.
A maior parte da Galileia constitui-se de terreno rochoso, a uma altura de entre 500 e 700 metros. Existem várias montanhas na região, incluindo o monte Tabor e o monte Meron. As temperaturas são relativamente baixas e pluviosidade é alta. Como resultado desse clima, a flora e a fauna prosperam na região, enquanto muitas aves migram anualmente a partir de climas mais frios para a África e de volta pelo corredor Hula-Jordão. Os rios e cachoeiras, este último principalmente na Alta Galileia, junto com os vastos campos de flores silvestres e vegetação colorida, bem como numerosas cidades de importância bíblica, fazem da região um destino turístico. Devido à sua elevada pluviosidade (900–1 200 mm), temperaturas amenas e altas montanhas (elevação Monte Meron é 1 000-1 208 metros), a região da Galileia superior contém flora e fauna únicas: cedro-de-espanha (Juniperus oxycedrus), o cedro-do-líbano (Cedrus libani), que cresce em um pequeno bosque no monte Meron, Cyclamens, peônias (Paeoniaceae)  e Rhododendron ponticum que às vezes aparece no Meron.

## História
Segundo a Bíblia, Salomão recompensou Hiram I, para determinados serviços, dando-lhe de presente uma planície de terras altas entre as montanhas de Naftali. Hiram chamou de "a terra de Cabul". Em Isaías 8:22 e Isaías 9:1, a região é conhecida como "distrito da Organização das Nações" (גְּלִיל - הַגּוׁיִם; lit: Glil HaGoyim), com grande parte desse nome que está sendo mantido na sua atual denominação de Galil ou Hagalil. De acordo com um ponto de vista, durante o período dos Hasmoneus, com a revolta dos Macabeus e do declínio do Império Selêucida, a Galileia foi conquistada pela Judeia,  Estado de recém independente, a região foi repovoada pelos judeus. No entanto, de acordo com outra visão que não havia movimentos populacionais particularmente em grande escala durante este período, a Galileia aceitou juntar-se aos  judeus, porque sua população decidiu reconhecer a autoridade do templo de Jerusalém ao invés do templo samaritano.
Na época romana, o país foi dividido em Judeia, Samaria e da Galileia, que compreendia toda a seção norte do país, e foi a maior das três regiões. Herodes Antipas, filho de Herodes, o Grande, governou como tetrarca da Galileia.
A região da Galileia era, presumivelmente, o lar de Jesus durante pelo menos 30 anos de sua vida. Os três primeiros evangelhos do Novo Testamento são principalmente um relato do ministério público de Jesus na província, particularmente nas cidades de Nazaré e Cafarnaum. A Galileia é também citada como o lugar onde Jesus curou um homem cego.
Quando o califado árabe tomou o controle da região em 638, tornou-se parte do Jund al-Urrdun (Distrito de Jordão). Suas grandes cidades foram Tiberíades - que foi capital do distrito Qadas, Baysan, Acre, Saffuriya e Kabul. Os fatímidas xiitas conquistaram a região no século X. Uma seita, venerando o califa fatímida al-Hakim, formada da religião drusa, centrado no norte da Galileia. A Galileia oriental, no entanto, manteve uma maioria judaica para a maior parte de sua história. Durante as cruzadas, a Galileia foi organizada no Principado da Galileia, um dos mais importantes senhorios cruzado.
A população judia da Galileia aumentou significativamente após a sua expulsão da Espanha e de boas vindas do Império Otomano. A comunidade por um tempo fez Safed um centro internacional de tecelagem e fabricação, bem como um local chave para a aprendizagem judaica. Hoje, continua sendo uma das quatro cidades sagradas do judaísmo e um centro de cabala.
Em meados do século XVIII a Galileia estava presa em uma luta entre o líder beduíno Dhaher al-Omar e as autoridades otomanas, que foram centradas em Damasco. Omar Al-governou a Galileia durante 25 anos até o legalista otomano Jezzar Paşa conquistar a região em 1775.
No início do século XX a Galileia era habitada por árabes cristãos, árabes muçulmanos, druzos e judeus, enquanto os otomanos também se estabeleceram as minorias de outras partes de seu império, incluindo circassianos e bósnios. Duas aldeias de Circassianos existem na região da Galileia hoje. A população judaica aumentou significativamente pela imigração sionista.
Depois da guerra árabe-israelense de 1948 quase toda a Galileia ficou sob controle de Israel. Uma grande parcela da população fugiu ou foi forçada a sair, deixando dezenas de aldeias inteiras vazias, no entanto, uma grande comunidade árabe israelita continua baseada perto das cidades de Nazaré, Acre, Tamra, Sakhnin e-Shefa'Amr, devido em certa medida, a uma aproximação bem sucedida com os drusos. Os kibutzim em torno do Mar da Galileia eram, por vezes, bombardeados pela artilharia do exército sírio, até que Israel tomou as Colinas de Golã em 1967 na Guerra dos Seis Dias.
Durante os anos 1970 e início de 1980, a Libertação da Palestina (OLP) lançou vários ataques contra cidades do Alto e Galileia ocidental do Líbano. Israel deu início a Operação Litani (1979) e Operação Paz para a Galileia (1982) com os objetivos declarados de destruir a infra-estrutura da OLP no Líbano e proteger os cidadãos da Galileia. Israel ocupou grande parte do sul do Líbano até 1985, quando se retirou para uma zona restrita de segurança.
Até o ano 2000, o Hezbollah e o Movimento Amal continuaram a lutar contra forças de defesa israelitas, por vezes, atingindo comunidades da Alta Galileia com foguetes Katyusha. Em maio de 2000, primeiro-ministro israelense Ehud Barak retirou as tropas da IDF unilateralmente do sul do Líbano, mantendo uma força de segurança no lado israelense da fronteira internacional reconhecida pela ONU. No entanto, os confrontos entre o Hezbollah e Israel continuaram ao longo da fronteira, e os observadores das Nações Unidas condenaram ambos os ataques. Em 2006 o conflito entre Israel e Líbano foi caracterizado por ataques com foguetes Katyusha do Hezbollah em toda a Galileia, com mísseis de longo alcance lançados de terra, chegando até o sul da planície de Sharon, Vale Jizreel, Vale do Jordão e abaixo do mar da Galileia.

## Principais cidades
- Afula
- Nazaré
- Safed
- Tiberíades
- Acre (Israel)

## Outros lugares da Galileia bíblica
- Magdala
- Cafarnaum
- Genesaré